# Duffman
Duffman, česky též Pivoj, vlastním jménem Barry Huffman, je fiktivní postava z amerického animovaného seriálu Simpsonovi. Je maskotem a hlavním mluvčím piva Duff.

## Role vSimpsonových
Duffman je opakující se postava, která podle Chrise Turnera „ztělesňuje veškerou sebedůležitost a přehnanost současného marketingu“. Je maskotem fiktivní společnosti Duff Corporation, která prodává pivo Duff, a vychází z dřívějšího maskota Budweiseru, Bud Mana. Duffman je svalnatý herec, oblečený v kostýmu superhrdiny, který chrlí slogany a přitom se pohupuje v bocích. Duffmanův pohyb poprvé předvedl Brad Bird. Jeho hláška „Oh, yeah!“ je narážkou na píseň Yello „Oh Yeah“, kterou začalo používat mnoho reklamních agentů, když se z ní stal hit ve filmu Volný den Ferrise Buellera.
Poprvé se Duffman objevil v 9. řadě v epizodě Město New York versus Homer Simpson v roce 1997. Komiksová postava jménem „Duffman“ se objevila na obálce programu pro Comic-Con v San Diegu v roce 1994, kterou nakreslili ilustrátoři Simpsonových Steve Vance a Bill Morrison.
V díle Čekání na Duffmana, v němž Duffman dočasně odchází do důchodu a je nahrazen Homerem, se jmenuje Barry Huffman. Postava byla vykreslena jako Žid.

## Výroba a přijetí
Dabér Duffmana, Hank Azaria, prozradil, že se „bojí“ hlasu této postavy, protože „mě to ve vteřině odrovná“ a „skutečně to bolí“.
Hráč MLB Matt Duffy, přezdívaný „Duffman“, si nechal postavu vyrýt na své pálky.